# Nymphalites zeuneri
Nymphalites zeuneri is een vlinder die bekend is als fossiel uit het late eoceen tot vroege oligoceen van Engeland. De wetenschappelijke naam van de soort is voor het eerst geldig gepubliceerd in 1980 door Jarzembowski.